# День працівників МНС Азербайджану
День працівників МНС Азербайджану — професійне свято працівників Міністерства надзичайних справ Азербайджану, що відмічається 16 грудня.
Свято встановлене 9 грудня 2006 року президентом Азербайджану Ільхамом Алієвим.

## Джерело
- www.calend.ru [Архівовано 16 грудня 2008 у Wayback Machine.] (рос.)

| Прапор Азербайджану | Це незавершена стаття про Азербайджан. Ви можете допомогти проєкту, виправивши або дописавши її. |